# تشينيميلو إلونو
تشينيميلو إلونو (بالإنجليزية: Chinemelu Elonu)‏ مواليد 11 مارس 1987 في إنوغو، هو لاعب كرة سلة أمريكي. بدأ مسيرته الاحترافية في سنة 2009. تم اختياره من قبل فريق لوس أنجلوس ليكرز خلال الدرافت. يحمل الرقم 4. يبلغ طوله 6 قدم 10 بوصة (2.1 م).

## المسيرة الاحترافية
لعب مع باسكت سرقسطة 2002 في الدوري الإسباني في موسم 2009–2010، ثم لعب مع بانيونيس في موسم 2010–2011، ثم لعب مع نادي طوفاس الرياضي في الدوري التركي في موسم 2012–2013، ثم لعب مع جيانغسو دراجونز في الدوري الصيني في سنة 2013، ثم لعب مع باسكت سرقسطة 2002 في الدوري الإسباني في سنة 2014، ثم لعب مع كابيتانس دي أرسيبو في سنة 2015، ثم لعب مع بشكتاش لكرة السلة في الدوري التركي في موسم 2015–2016.

## روابط خارجية
- تشينيميلو إلونو على موقع الاتحاد الدولي لكرة السلة (الإنجليزية)
- تشينيميلو إلونو على موقع سبورتس رفرنس (الإنجليزية)
- تشينيميلو إلونو على موقع الدوري الإسباني لكرة السلة (الإسبانية)
- تشينيميلو إلونو على موقع كرة السلة الأوروبية.كوم (الإنجليزية)
- تشينيميلو إلونو على موقع DraftExpress.com (الإنجليزية)
- تشينيميلو إلونو على موقع إي إس بي إن.كوم (الإنجليزية)
- تشينيميلو إلونو على موقع كلية كرة السلة في سبورتس رفرنس.كوم (الإنجليزية)
- تشينيميلو إلونو على موقع ريلجم (الإنجليزية)
- تشينيميلو إلونو على موقع بروبوليرز (الإنجليزية)
- تشينيميلو إلونو على موقع سبورتس رفرنس (الإنجليزية)